# Bottega+Ehrhardt Architekten
Bottega+Ehrhardt Architekten GmbH ist ein Architekturbüro in Stuttgart.
Nach einer gemeinsamen Mitarbeit im Architekturbüro Kohlhoff & Kohlhoff in Stuttgart gründeten Giorgio Bottega und Henning Ehrhardt 1998 ihr eigenes Büro und nannten es Bottega+Ehrhardt Architekten. Zu den Schwerpunkten ihrer Projekte zählen neben Architektur vor allem die Bereiche Interior Design, Messebau und Möbeldesign. Das Büro, das seit 2007 als GmbH firmiert, beschäftigt derzeit (2018) 13 Mitarbeiter. 2004 waren Bottega+Ehrhardt Architekten auf der 9. Architekturbiennale in Venedig mit dem Projekt Haus S in Ludwigsburg (siehe Bild) im Deutschen Pavillon vertreten. Im selben Jahr wurden beide Büropartner als Mitglieder in den BDA Bund Deutscher Architekten berufen.

## Büropartner

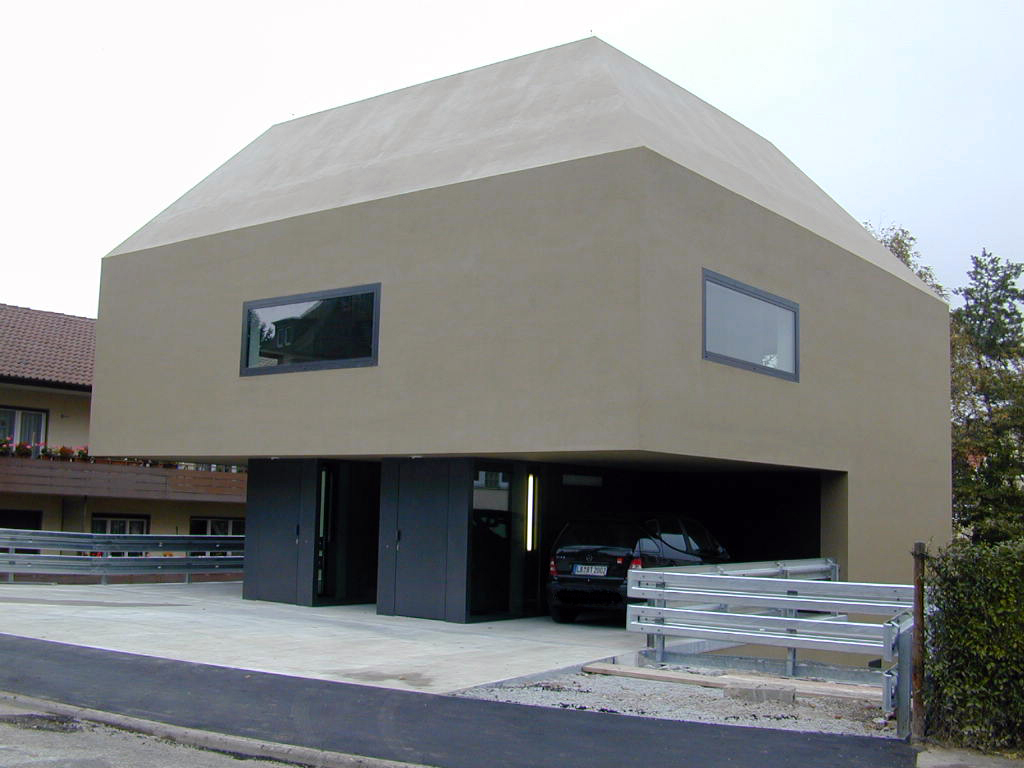
Haus S in Ludwigsburg, 2002

Giorgio Bottega (* 1967 in Rosenfeld) studierte von 1989 bis 1995 Architektur an der HFT Hochschule für Technik in Stuttgart und der UPC ETS Arquitectura in Barcelona. Während seines Studiums arbeitete er in den Architekturbüros von Raffaele Cavadini und Michele Arnaboldi in Locarno und nach seinem Diplom (1995) bei Kohlhoff+Kohlhoff Architekten (1995 bis 1997) in Stuttgart. 2006 erhielt er einen Lehrauftrag an der Universität Stuttgart am Institut für Wohnen und Entwerfen bei Thomas Jocher.
Henning Ehrhardt (* 1966 in Stuttgart) studierte von 1985 bis 1991 Architektur und Stadtplanung an der Universität Stuttgart und der ETH Eidgenössische Technische Hochschule in Zürich. Nach seinem Diplom an der Universität Stuttgart (1991) arbeitete er im Büro von Bernard Tschumi in New York (1992 bis 1994) und danach im Büro Kohlhoff+Kohlhoff Architekten (1994 bis 1997) in Stuttgart. Neben seiner Bürotätigkeit unterrichtete er von 1995 bis 2006 an der Universität Stuttgart am Institut für Innenraumgestaltung bei Boris Podrecca. 2006 erhielt er an diesem Institut eine Gastprofessur bei Franziska Ullmann. Seit 2017 ist Henning Ehrhardt Mitglied des Gestaltungsbeirats der Stadt Pforzheim.

## Stilrichtung
Die architektonische Haltung des Büros wird geprägt von einer Reduktion der eingesetzten Mittel. Diese betrifft sowohl die Form-, Material- als auch die Farbwahl innerhalb eines Projekts. Beispielhaft wurde diese Haltung beim Projekt Haus S in Ludwigsburg umgesetzt. Sowohl in den monochrom mit lichtgrauem Epoxidharzboden und Sichtbetonwänden gestalteten Innenräumen als auch an der olivfarbenen Putzfassade, die als homogene Oberfläche auf das geneigte Dach übergreift, dominiert das Thema der Reduktion.

## Bauten (Auswahl)
- 2019 Wohnhäuser S2, Stuttgart
- 2019 Messestand Burgbad ISH, Frankfurt am Main
- 2018 Brauerei Schlüffken, Krefeld
- 2018 Fitnessstudio vmove, Stuttgart
- 2017 Haus G2, Stuttgart
- 2016 Haus H, Stuttgart
- 2015 Kindertagesstätte, Miedelsbach (mit Hoppe Bauplanung)
- 2014 Haus K3, Stuttgart
- 2014 Haus G, Ostfildern
- 2014 Mehrfamilienhäuser BF30, Stuttgart
- 2013 Wohn- und Galeriehaus F34, Ulm (mit Hartl Planungsgesellschaft)[7][8]
- 2013 Messestand Burgbad ISH, Frankfurt am Main
- 2012 Haus R, Gerlingen
- 2012 Haus K2, Stuttgart[9][10]
- 2011 Agentur Jung von Matt am Neckar, Stuttgart
- 2011 Wohnbebauung Weimarstraße, Stuttgart[11]
- 2011 Haus SCH, Stuttgart
- 2010 Messestand Burgbad Cersaie, Bologna
- 2008 Wohnung HW, Ostfildern
- 2008 Agentur Publicmotor, Stuttgart
- 2006 Jazzclub Bix, Stuttgart
- 2005 Ausstellungsraum Wechselraum des BDA, Stuttgart
- 2005 Umbau Fabrik Johann Maier, Stuttgart
- 2004 Haus M, Stuttgart
- 2003 Umbau Zollinger Halle, Ludwigsburg
- 2002 Haus H, Ludwigsburg
- 2002 Haus S, Ludwigsburg
- 2001 Bar und Club Suite 212, Stuttgart
- 2000 Umbau Alte Reithalle, Stuttgart
- 1999 Agentur Werbewelt, Ludwigsburg

## Auszeichnungen (Auswahl)
- 2019 Beispielhaftes Bauen Alb-Donau-Kreis und Ulm – Wohnhaus mit Galerie F34 in Ulm
- 2017 Hugo-Häring-Preis – Wohnhäuser BF30 in Stuttgart
- 2015 Deutscher Architekturpreis 2015 – Anerkennung – Mehrfamilienhäuser BF30 in Stuttgart
- 2015 Beispielhaftes Bauen Stuttgart – Haus K und Haus K2 in Stuttgart
- 2015 Deutscher Fassadenpreis – Anerkennung – Wohnhäuser BF30 in Stuttgart
- 2014 Hugo-Häring-Preis – Wohnbebauung Weimarstraße in Stuttgart
- 2013 Häuser-Award – 3. Preis – Haus K2 in Stuttgart
- 2012 Holzbaupreis Baden-Württemberg – Anerkennung – Haus K2 in Stuttgart
- 2011 Beispielhaftes Bauen Stuttgart – Agentur Jung von Matt / Neckar in Stuttgart
- 2011 Detail Preis Interior – 2. Rang – Agentur Publicmotor in Stuttgart
- 2007 Beispielhaftes Bauen Stuttgart – Fabrik Johann Maier und BDA Wechselraum in Stuttgart
- 2005 Contractworld Award – Best of Category Office – Zollinger Halle Agentur H2e Ludwigsburg
- 2005 Häuser-Award – Anerkennung – Haus M in Stuttgart
- 2005 Jury-Design-Preis in Gold des Design Center Stuttgart – Möbelserie Gordon
- 2003 Nominierung Mies van der Rohe Preis der Europäischen Architektur – Haus S in Ludwigsburg
- 2002 Contractworld Award – Best of Category Office – Agentur Werbewelt in Ludwigsburg

## Publikationen (Auswahl)
- Nils Ballhausen (Hrsg.): Wo Architekten arbeiten, Birkhäuser/Bauwelt 2013, ISBN 978-3-03821-412-0
- Sabine Marinescu, Janina Poesch (Hrsg.): Messedesign Jahrbuch, avedition 2013, ISBN 978-3-89986-193-8
- Amber Sayah (Hrsg.): Architekturstadt Stuttgart, Belser 2012, ISBN 978-3-7630-2616-6.
- Wolfgang Bachmann, Arno Lederer (Hrsg.): Einfamilienhäuser, Callwey 2012, ISBN 978-3-7667-1960-7
- Petra Kiedaisch, Wiebke Ullmann (Hrsg.): Eventdesign Jahrbuch, avedition 2011, ISBN 978-3-89986-131-0
- Dorian Lucas (Hrsg.): German Interior Design, Braun 2010, ISBN 978-3-03768-053-7.
- Veronika Lenze, Klaus TH. Luig, Kristin Köhler (Hrsg.): Häuser mit Zukunft, DVA 2009, ISBN 978-3-421-03568-4
- Wolfgang Schuster, Joachim Fischer (Hrsg.): Neue Architektur Stuttgart, Junius 2009, ISBN 978-3-7630-2616-6
- Dirk Meyhöfer (Hrsg.): Made in Germany – Best of Contemporary Architecture, Braun  2008, ISBN 978-3-938780-35-0
- Hans Weidinger (Hrsg.): Atriumhäuser, DVA 2007, ISBN 978-3-421-03561-5
- 1000 x European Architecture, Braun 2007, ISBN 978-3-938780-10-7
- Manfred Sack, Bettina Hintze (Hrsg.): Die besten Einfamilienhäuser, Callwey 2005, ISBN 3-7667-1629-8
- Matthew Stewart (Hrsg.): The Other Office – Creative Workplace Design, Frame/Birkhäuser 2004, ISBN 90-77174-02-8
- Ilka & Andreas Ruby, Philip Ursprung (Hrsg.): Images – A Picture Book of Architecture, Prestel 2004, ISBN 3-7913-3133-7
- Francesca Ferguson (Hrsg.): Deutschlandschaft – Deutscher Pavillon, Hatje Cantz 2004, ISBN 3-7757-1482-0
- Atlas of Contemporary World Architecture, Phaidon 2004, ISBN 0-7148-4312-1.
- Ingeborg Flagge, Anina Götz (Hrsg.): DAM Jahrbuch 2003 – Architektur in Deutschland, Prestel 2003, ISBN 3-7913-2916-2